# Электроэякуляция
Электроэякуляция — метод получения спермы путём воздействия электрического тока на нервы, которые контролируют эякуляцию. Практическая значимость этого метода наиболее выражена в программах разведения различных видов животных, в исследовательских целях и в особенности для лечения эякуляторной дисфункции. Устройства для проведения электроэякуляции — электроэякуляторы — широко используются на протяжении последних десятилетий, и на 2014 год применялись в 52 странах.
У людей электроэякуляция обычно проводится под общим наркозом. Специально разработанные ректальные электроды используются для электрической стимуляции тазовых нервов, что вызывает эрекцию и эякуляцию. Время стимуляций составляет приблизительно 3-4 мин. Клиницисты, использующие устройство для электроэякуляции, сообщают о 100%-м успехе получения эякулята. Электроэякуляция — это признанная в медицинском сообществе методика международной значимости, при помощи которой было зачато и рождено большое количество детей в США и во всем мире. Оборудование широко используется в крупных центрах здравоохранения и университетах США, Канады, Великобритании, Центральной и Восточной Европы, стран Средиземноморья, Ближнего, Среднего и Дальнего Востока, Австралии и Африки. С использованием устройства и методики электроэякуляции Seager были зачаты и рождены первые дети от мужчин с повреждением спинного мозга в США.

## Процедура
Процедура электроэякуляции проводится посредством введения в прямую кишку пациента предварительно смазанного ректального зонда, снабженного электродами, которые обращены к предстательной железе, и последующего проведения электрических импульсов. Размеры зонда и электродов различны для каждого вида животных (см. таблицу ниже).
| Вид                                    | Диаметр зонда, мм | Длина зонда, мм |
| -------------------------------------- | ----------------- | --------------- |
| Крыса (Rattus norvegicus)              | 3,175             | 31,75           |
| Кот (Felis silvestris catus)           | 10                | 130             |
| Собака (Canis lupus familiaris)        | 16                | 254             |
| Газель-доркас (Gazella dorcas)         | 16                | 200             |
| Баран (Ovis aries)                     | 25                | 220             |
| Беломордый бубал (Damaliscus pygargus) | 27                | 385             |
| Человек (Homo sapiens)                 | 31                | н/д             |
| Кулан (Equus hemionus)                 | 45                | 550             |
| Бык (Bos taurus taurus)                | 90                | 360             |

При проведении стимуляции напряжение постепенно увеличивается с шагом в 1-5 В до факта эякуляции. Антеградную фракцию эякулята собирают в спермоприемник. Количество стимулов и необходимое напряжение тока при проведении электроякуляции разнятся в зависимости от вида животного.
Зонд подает переменное напряжение, обычно 12-24 вольта синусоиды с частотой 60 Гц, с током, ограниченным обычно 500 мА, хотя некоторые устройства могут генерировать токи до 1 А. Зонд активируется в течение 1-2 секунд, что называется циклом стимуляции. Эякуляция обычно происходит после 2-3 циклов стимуляции. Необходимо соблюдать осторожность при использовании токов силой более 500 мА, так как из-за нагрева зонда могут возникнуть ожоги тканей.
Для обеспечения максимального качества проведения электроэякуляции непосредственно перед процедурой мочевой пузырь должен быть полностью опорожнён при помощи катетера для уменьшения возможности потенциального ретроградного контакта сперматозоидов с мочой. Через катетер в мочевой пузырь вводится от 10 до 20 мл буферной среды (например, среды Хэма F-10) с целью создания благоприятной (нейтральной) среды для ретроградного эякулята.

## Применение
Электроэякуляция часто используется для крупных млекопитающих, в частности, быков и некоторых домашних животных. В практике ветеринарии обычно собирают сперму у крупного рогатого скота с помощью электроэякуляции без обезболивающего или анестезии. Только у баранов иногда применяется легкое обезболивающее. Из-за значительных сокращений скелетных мышц, которые вызывает электроэякуляция, не применяется у жеребцов — за исключением редких случаев под общим наркозом.
Электроэякуляция чаще применяется в сельском хозяйстве ввиду высокой потребности в увеличении поголовья продуктивных животных, поскольку позволяет получить семя самца вне репродуктивного периода. Во многих случаях применение электроэякуляции является единственным возможным способом забора спермы, которая затем может быть подвергнута криоконсервации, что потенциально увеличивает шансы на спасение исчезающих видов животных и на возможное их воспроизведение в будущем при помощи генной инженерии.

## Критика
Несмотря на явную эффективность методики, возникновение болевого и дистресс-синдромов у животных во время проведения процедуры послужило основанием запрета использования электроэякуляции в странах Евросоюза по этическим соображениям. Тем не менее, при применении электроэякуляции в практической ветеринарии других стран необходимо придерживаться принципов гуманизма ввиду возможных ноцицептивных реакций у животных, это зафиксировано в паллиативных протоколах, соответствующих нормам международного законодательства по охране животных (Всеобщая декларация прав животных).

## История
Интерес к теме применения электричества для получения образцов спермы начал зарождаться в первой половине прошлого века. В 1930 году G. R. Moore и R. F. Gallagher отметили закономерность возникновения эякуляторной реакции при высокоамплитудной электростимуляции мозга морской свинки. В том же году было опубликовано исследование J. R. Learmonth, где было описана индукция семяизвержения путём электрической стимуляции пресакральных нервов человека при помощи цистоскопа, введённого трансуретрально. Первая описанная в научной литературе ректальная элетростимуляция впервые была проведена R. M. C. Gunn (1936) на баранах при помощи двух электродов: первый — в виде ректального зонда, второй — в виде иглы, введённой в пояснично-крестцовую область.
В дальнейшем методика усовершенствовалась. Так, в 40-50-х годах предыдущего века труды нескольких европейских научных групп привели к разработке ректальных зондов с биполярными кольцевыми или продольными электродами, отделёнными друг от друга изоляционными материалами, такими как эбонит или люцит.
В 1948 году H. W. Horne с соавторами проводили серию опытов на людях, с использованием электроэякуляции для получения образцов спермы мужчин со спинномозговыми травмами. Первая беременность, достигнутая при помощи метода электроэякуляции, была описана в трудах R. J. S.Thomas в 1975 году. В 1978 году во Франции N. Francois с соавторами сообщили о первом рождённом ребёнке, при зачатии которого использовалась сперма, полученная электроэякуляцией.
Благодаря этому во всём мире был отмечен возросший интерес к изучению этой проблемы. Это привело к углублению понимания механизмов электроэякуляции и совершенствованию методов получения образцов спермы. Так, например, G. S. Brindley (1981) был первым, кто выдвинул гипотезу о физиологических аспектах электроэякуляции, предположив, что электрические стимулы, проводимые через ректальный зонд, стимулируют миелиновые преганглионарные эфферентные симпатические волокна гипогастрального сплетения, что и вызывает извержение семени. По заявлениям самого Brindley, все исследователи до него не имели представлений о механизмах электроэякуляции и о том, какие структуры подвергаются стимуляции в ходе проведения процедуры. Спустя почти 40 лет группа канадских учёных провела экспериментальное исследование с целью более подробного изучения механизмов электроэякуляции и установила, что электрический ток при проведении процедуры способен индуцировать эякуляцию посредством прямого воздействия на мышцы тазового дна.
В 1998 году S. W. J. Seager, разработчик множества моделей ректальных электростимуляторов, представил последнюю на сегодняшний день модель электроэякулятора («Seager Model 14»). Его устройства широко использовались в течение последних десятилетий, на 2014 год они применялись в 52 странах. Помимо устройств, разработанных Seager, существует множество других электроэякуляторов.